# قطعنامه ۲۵۳ شورای امنیت
قطعنامه ۲۵۳ شورای امنیت سازمان ملل متحد که در تاریخ ۲۹ مه ۱۹۶۸ تصویب شد، سندی بین‌المللی دربارهٔ مسئلهٔ در رابطه با وضعیت در روزدیای جنوبی است. این قطعنامه طی نشست ۱۴۲۸ام
با ۱۵ موافق،۰ مخالف و۰ ممتنع تصویب شد.